# Joviality
| Årets häst    |                  |      |
| 2022          | 2023             | 2024 |
| Francesco Zet | Joviality        |      |
| Daniel Redén  | Sabine Kagebrant |      |

Joviality, född 28 april 2019, är en svensk varmblodig travhäst. Hon tränades mellan 2021 och 2022 i USA av Marcus Melander och kördes då av Brian Sears. Sedan 2023 tränas hon av Sabine Kagebrant och körs av Erik Adielsson.

## Bakgrund
Joviality är ett mörkbrunt sto efter Chapter Seven och undan Pasithea Face (efter Muscle Hill). Hon föddes upp av Am Bloodstock AB, Stockholm och ägs av Courant Inc. i USA. Hon är Pasithea Faces första avkomma.

## Karriär
Joviality började tävla i juli 2021. Hon har till september 2023 sprungit in 23 587 854 kronor på 36 starter varav 26 segrar, 5 andraplatser och 2 tredjeplatser. Hon har tagit karriärens hittills största segrar i Yonkers Trot (2022) och Svenskt Travderby (2023). Hon har även segrat i Breeders Crown 2YO Filly Trot (2021), Empire Breeders Classic (2022), Del Miller Memorial (2022) och Drottning Silvias Pokal (2023).

### I Nordamerika
Då hon segrade i 2022 års upplaga av Yonkers Trot blev hon det första stoet sedan Continentalvictory 1996, att segra i loppet. Hon tangerade även Windsong's Legacys segertid i loppet med 1:53.1. Hon tog sin sjätte raka seger under säsongen 2022 i Del Miller Memorial, och blev med segern tidernas snabbaste svenskfödda treåriga häst, då hon segrade på tiden 1:50.2. Det meddelades efter loppet att Joviality siktas mot en start i Hambletonian Stakes, där hon sannolikt kommer att möta rivalen Rebuff. Joviality blev en av förhandsfavoriterna till att segra i loppet, men blev slagen av jätteskrällen Cool Papa Bell, och slutade på andra plats.

### I Sverige
Då hon segrade i 2023 års upplaga av Svenskt Travderby blev hennes tränare Sabine Kagebrant den första kvinnliga tränaren att segra i loppet. I loppet var hon även det enda stoet i fältet, och blev det första stoet sedan Hilda Zonett 2001, att segra i loppet. Hon är ett av fyra ston som lycka segra i loppet; Queen L. (1990), Ina Scot (1993), Hilda Zonett (2001) och Joviality (2023).
Hon deltog i 2024 års upplaga av Prix d'Amérique i Frankrike, där hon kom på tredje plats. I loppet kördes hon av Björn Goop.
Under Hästgalan som arrangerades den 10 februari 2024 tog Joviality hem hela tre priser; Årets sto, Årets fyraåring och Årets häst.